# Филип Фердинанд фон Лимбург-Щирум
Филип Фердинанд фон Лимбург-Щирум (на немски: Philipp Ferdinand Graf von Limburg-Styrum) е граф на Лимбург-Щирум, господар на Оберщайн и Щирум (1760 – 1794).

## Биография
Роден е на 21 август 1734 година във Вилхермсдорф. Той е син на граф Кристиан Ото фон Лимбург-Щирум (1664 – 1709) и третата му съпруга принцеса Каролина Юлиана София фон Хоенлое-Валденбург-Шилингсфюрст (1705 – 1758), дъщеря на княз Филип Ернст фон Хоенлое-Валденбург-Шилингсфюрст (1663 – 1759) и графиня Франциска Барбара цу Велц-Вилмерсдорф-Еберщайн (1660 – 1718).
Филип Фердинанд става след смъртта на полубрат си Карл Йозеф Август (1727 – 1760) господар на Оберщайн и Щирум. Той наследява също Вилхермсдорф във Франкония. Заради финансовите си задължения трябва да продаде тази собственост през 1769 г. Той води процес за господството Оберщайн и през 1792 г. печели. Обаче той веднага залага две трети от него на Курфюрство Трир.
Умира на 18 септември 1794 година в Бартенщайн на 60-годишна възраст. След смъртта му е наследен в Оберщайн от по-малкия му брат Ернст Мария (1736 – 1809). Същата година господството Оберщайн отива на революционна Франция.

## Фамилия
Филип Фердинанд фон Лимбург-Щирум се запознава през 1772 г. в Париж, дава ѝ средства и иска безуспешно да се ожени за княгиня Тараканова († 1775), руска претендентка за трона, която пред него казва, че е дъщеря на Елисавета Петровна и внучка на цар Петър I, но през 1774 г. тя напуска Оберщайн и отива във Венеция.
Филип Фердинанд фон Лимбург-Щирум има с Мария Терезия Сартори две незаконни деца:
- Ернст Филип Карл Йохан фон Бернек (* 24 юни 1767; † сл. 1804), фрайхер на Бернек, женен за Кристиана Филипина Гааб
- Франциска фон Бернек, омъжена за де Ферари